# 静岡県道295号横山熊線

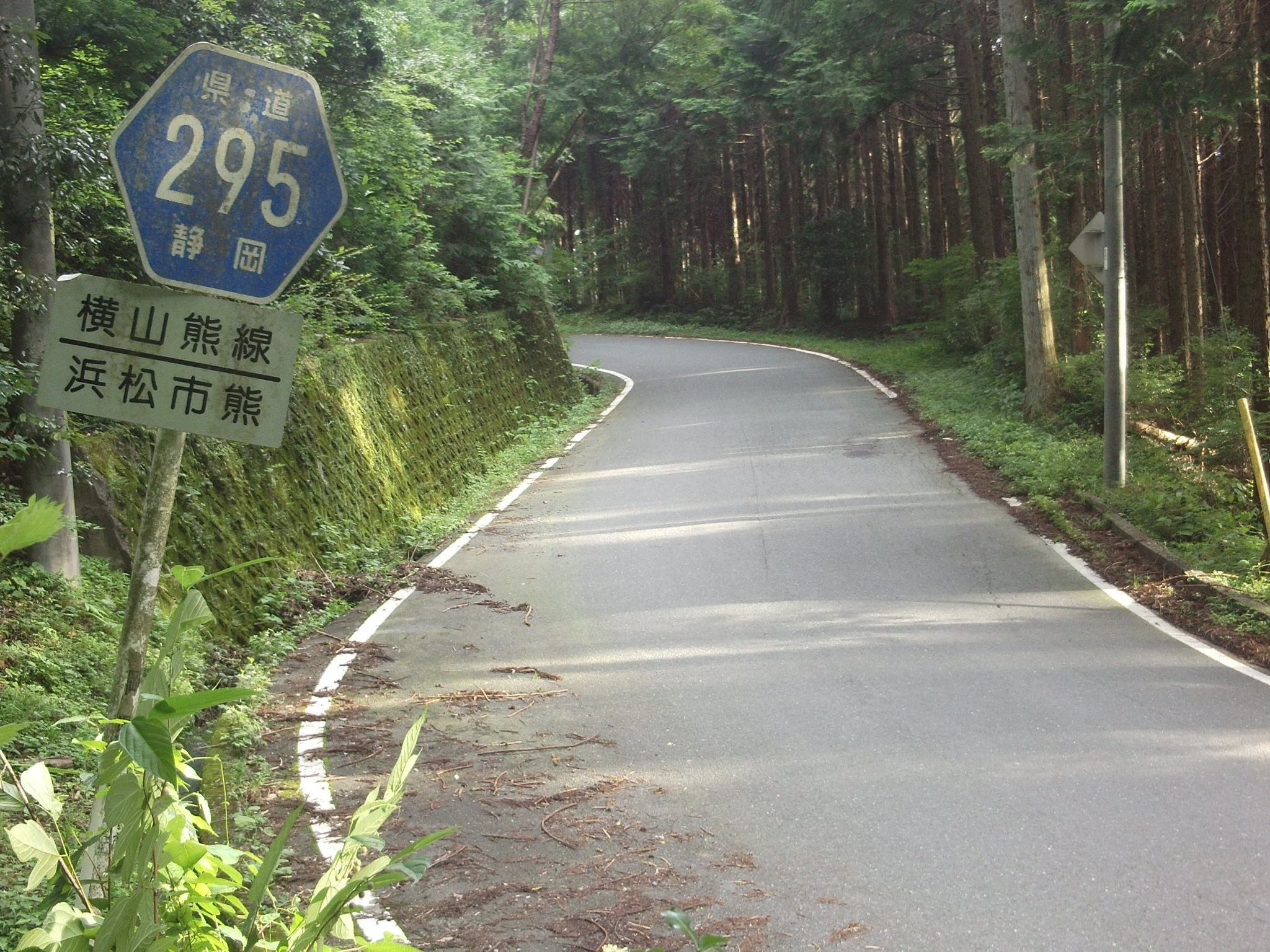
終点の熊。

静岡県道295号横山熊線（しずおかけんどう295ごう よこやまくません）は、静岡県浜松市天竜区を通る一般県道である。

## 概要

### 路線データ
- 陸上距離：12.6km
- 起点：静岡県浜松市天竜区横山町（国道152号交点）
- 終点：静岡県浜松市天竜区熊（静岡県道9号天竜東栄線交点）

## 重複区間
なし

## 通過する自治体
- 静岡県
  - 浜松市（天竜区）

## 主な接続路線
- 国道152号・国道473号（浜松市天竜区横山町・横山町交差点）
- 静岡県道360号渡ヶ島横山線（浜松市天竜区横山町）
- 静岡県道9号天竜東栄線（浜松市天竜区熊・大地野口バス停付近）

## 沿線
- 浜松市立横山小学校
- 横山川

## その他
- 終点の浜松市天竜区「熊」という地名は、地元では慣例として「くんま」と読まれるが公式には「くま」であり、県道名の読み方も後者に従う。